# ستراک یرکانیان

ستراک واهانی یرکانیان (ارمنی: Սեդրակ Վահանի Երկանյան؛ زاده ۲۹ نوامبر ۱۹۵۴) موسیقی‌دان و رهبر ارکستر اهل ارمنستان است. وی از سال میلادی تاکنون مشغول فعالیت بوده است.

## زندگی‌نامه
وی در ۲۹ نوامبر ۱۹۵۴ در لنیناکان به دنیا آمد و از کنسرواتوار دولتی کومیتاس ایروان فارغ‌التحصیل گشت. وی همچنین برنده جوایزی همچون چهره فرهنگی شایسته جمهوری ارمنستان شد. 